# Sadowy (Adygeja, Maikopski, Timirjasewskoje)
Sadowy (russisch Садовый) ist ein Dorf (chutor) in Südrussland. Es gehört zur Republik Adygeja und hat 170 Einwohner (Stand 2019). Sadowy liegt 11 km südwestlich von Tulski (dem Verwaltungszentrum des Bezirks). Schuntuk ist der nächstgelegene ländliche Ort.